# Hayden Zillmer
Hayden Nicholas Zillmer (ur. 16 lipca 1992) – amerykański zapaśnik walczący w stylu wolnym. Zajął siódme miejsce na mistrzostwach świata w 2022. Pierwszy w Pucharze Świata w 2018 i 2022; trzeci w 2019 roku.
Zawodnik Crosby-Ironton Area High School z Crosby i North Dakota State University. All-American w NCAA Division I; szóste miejsce w 2015 roku.